# 迪安瓦爾迪維亞區
迪安瓦爾迪維亞區（西班牙語：Distrito de Deán Valdivia），是秘魯的一個區，位於該國南部阿雷基帕大區的伊斯萊省，始建於1952年10月23日，面積134.08平方公里，海拔高度13米，2005年人口6,420，人口密度每平方公里48人。